# Pedro II de Saboia
Pedro II de Saboia, o  Pequeno Carlos Magno, nasceu em 1203 no Piemonte (Itália) e morreu no Castelo de Chillon, na Suíça, a 15 de Maio de 1268. Senhor do Cantão de Vaud (1233-1268), conde de de Richmond (1241-1266) e Conde da Saboia (1263 - 1268), foi comparado a Carlos Magno por ter deitado as bases de um grande estado na Saboia e por ter sido ao mesmo tempo um grande guerreiro,  grande diplomata e grande administrador. 
Pedro é um dos filhos da numerosa família de Tomás I

## Hierarquia
Sétimo filho de Tomás I de Saboia e de Margarida de Genebra, casou-se em 1234 com a condessa de Faucigny de quem teve dois filhos : Beatriz de Faucigny e Gastão IV, visconde de Béarn.

## Reino
Inicialmente destinado à vida eclesiástica, chegou a ser monge na Catedral de Valência, não se sentiu com vocação e pede um apanágio ao irmão Amadeu IV de Saboia que entre outros lhe dá as terras que a Casa de Saboia possuía no Chablais (entre a Saboia e o Cantão de Vaud na Suíça). 
Seguiu a sobrinha que se ia casar com Henrique III de Inglaterra e ajudou este rei que o armou cavaleiro na catedral de Westminster e lhe deu inúmeros domínios.  Está registrado como   Par, na  Inglaterra, como  Conde de Richmond. 
Grande administrador, obriga o conde de Genebra a dar-lhe todos os seus castelos por 20 000 marcos de prata e o bispo de Lausana a dar-lhe importantes senhorias no País de Vaud (equivalente ao actual cantão de Vaud).
Pelos bens que distribuiu a localidades e abadias, é recompensado pelo abadia de  Saint-Maurice d'Agaune que lhe oferece o anel de  Saint-Maurice. A partir dessa altura, este anel é o símbolo de investidura da Casa de Saboia